# Powiat Kawachi
Powiat Kawachi (jap. 河内郡 Kawachi-gun) – powiat w Japonii, w prefekturze Tochigi. W 2024 roku liczył 30 435 mieszkańców.

## Miejscowości
- Kaminokawa